# Historia del Club Atlético Platense
| «Fútbol y tango, señores, cabaret, carreras, timba . Si por ahí no anda el Ser Nacional, que no valga». Yo vestí la gloriosa camiseta Calamar por Roberto el Negro Fontanarrosa. |

La historia del Club Atlético Platense empieza cuando fue fundado en el año 1905, específicamente el 25 de mayo, día elegido en honor a la fiesta patria argentina. Pero se puede empezar a contar desde antes, desde su "prehistoria", cuando varios muchachos porteños se enteraron de una fija en el hipódromo que les valió el dinero para poder comprar los elementos que les permitirían iniciar su propio equipo de fútbol. Luego de más de 100 años, esta historia se sigue escribiendo.

## Fundación

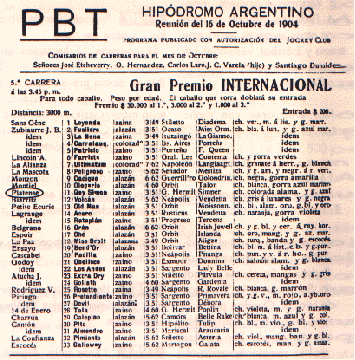
Boleta del hipódromo con el stud Platense.

El Club Atlético Platense se fundó en el año 1905, cuando un grupo de amigos del barrio de Recoleta apuesta unos pesos a un caballo llamado Gay Simon, del stud Platense. Este caballo gana la carrera y el grupo decide invertir el dinero ganado en un juego de camisetas, una pelota y un inflador, entre otras útiles necesarios para jugar al foot-ball. Las primeras camisetas eran rojas con mangas negras, aunque luego tomaría el color de la camisa del jinete que ganó la carrera: marrón y blanco. En 1907 un grupo de socios se separa para formar el Kimberley Athletic Club.
En 1908, Platense utilizaba para jugar un terreno en las cercanías del río, el que cuando llovía o había sudestada se inundaba, por lo que los jugadores al final del partido estaban completamente embarrados. Se dice que en esas circunstancias jugaban sus mejores encuentros, por lo que el periodista Palacio Zino dijo que "los muchachos se movían como calamares en su tinta", dándole así el apodo de "Calamares".
La primera comisión directiva estuvo integrada por, José Viviani (presidente), los hermanos César, Julio y José Pianarolli, Carlos Garbagnati, Santos Aliverti, José Roggerone, Roque Jaureguiberry, Leopoldo Lacoste y Antonio Meraggia.
La sede social del club en ese momento se ubicaba en la calle Callao 2058, domicilio de Garbagnati, aunque también solían reunirse en la carbonería de "Aliverti", situada en Posadas 1515.

## Era amateur

### Primeros años
En 1907 la sede se traslada a Posadas 427.
Platense obtiene un segundo puesto en el torneo de verano, detrás de Independiente.
En 1908 se prosigue con la construcción de la cancha, y en el día en que se cumple el tercer aniversario del Club ésta se inaugura, ante un equipo llamado Salguero con un empate a tres.
Platense logra la afiliación a la Federación de Fútbol Argentina en el año 1909, y se inscribe en la Copa Competencia de equipos de Segunda División. Ya sorteado el programa y correspondiendo el primer partido ser jugado de local, se produce una inspección a la cancha que la declara no apta para partidos oficiales. Debe volver entonces a jugar torneos de aficionados; recae en la Liga Sportiva Nacional, donde pierde la final frente a Liberal Argentino.
Comienza a destacarse la figura del Sr. Archivaldo Goodfellow, quien ocuparía la presidencia del club durante 20 años.

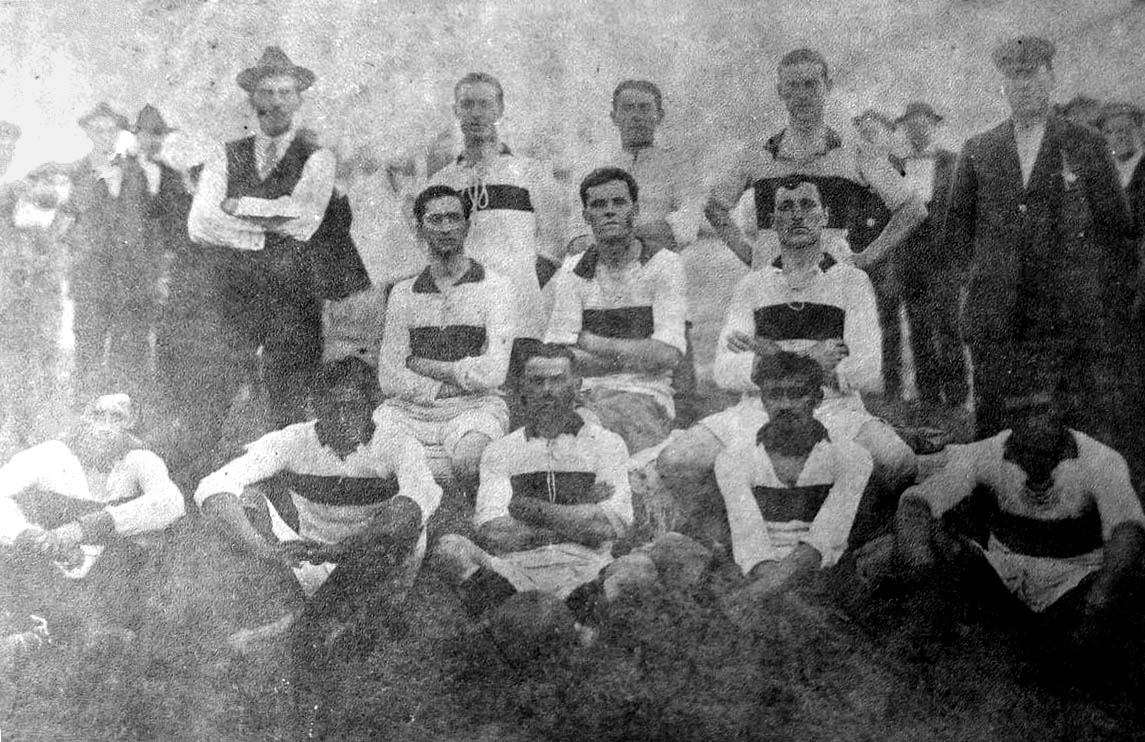
Primera foto de un equipo Calamar, tomada el 27 de octubre de 1912. Ese día golearía 4-0 a Estudiantil Porteño, Club que permanece en el amateurismo.

El 5 de mayo de 1910 se produce el debut oficial enfrentando por la Copa Bullrich a Olivos, y venciendo 1-0. A la vez, por el torneo de ascenso de segunda división, Platense es incluido en la Zona A, compartiéndola con Racing Club y Estudiantes, los clubes más poderosos de aquel momento.

### De tercera a Primera División
En 1911, se vio relegado a la tercera categoría junto a la Segunda División, por motivo de la creación de la División Intermedia, a la que no fue promovido. En el campeonato de aquel año, Platense compitió en su sección junto con: Atlanta, con el que perdió por 1 a 0 en el inicio del torneo; la reserva de Banfield, a la que venció por un abultado 10 a 0; la reserva de Ferro Carril Oeste, a la que venció, pero también sufrió su segunda derrota; y ante Libertarios Unidos, Ferrocarril Sud, Royal, General Belgrano de La Plata, Universitarios y Bernal, a los que venció. De ese modo, Platense logró ser el mejor de su sección y obtuvo el ascenso a Intermedia, así como el derecho a jugar las semifinales del campeonato, donde caería el 3 de diciembre en Estudiantil Porteño ante Riachuelo por 2 a 1.
En 1912 el campeón del torneo sería Ferro Carril Oeste, quedando Platense segundo en su zona. Por la Copa Competencia (sucesora de la Copa Bullrich) Platense queda eliminado en tercera fase; el ganador de esta competencia también sería Ferro.
En el año 1913 Platense jugó por primera vez en Primera división. No hubo ascenso deportivo, sino que al considerarse escasos los seis participantes del campeonato anterior, se dispuso el ascenso de Platense y Boca Juniors entre otros.
Su debut en Primera se produjo el 13 de abril de 1913, en donde fue derrotado por San Isidro por 1 a 0. En la segunda fecha, el 20 de abril, Platense obtuvo su primer triunfo, nada menos que una goleada de 7 a 0 sobre Riachuelo, en condición de local.
En el año 1914 se unifica el fútbol en una sola Asociación, y los participantes llegan a ser veinticinco.

### Subcampeón
En el año 1916 se produjo la mejor campaña de Platense en su historia, quedando segundo detrás de Racing Club, a solo cuatro puntos.
El 9 de julio de 1917 se produce el desembarco en Núñez. En Manuela Pedraza y Cramer se jugó un partido amistoso con Provincial de Rosario con resultado a favor de Platense 1-0. El debut oficial fue con Porteños el 22 de julio con un empate en cero.

### La escisión en el club
En el 1919 se produjo una nueva crisis institucional en el fútbol argentino, que derivó en la división en dos asociaciones, la Amateurs, en la que actuaría Platense, y la Argentina, las que recién se reunificarían en 1927.
A partir de 1921 existieron dos Platense; esto se explica debido a que se produjo un grave conflicto interno entre las listas que se presentaron a las elecciones. Así el Platense más representativo jugó la liga Amateurs y finalizó octavo sobre veinte equipos. El otro, llamado Platense (Retiro), jugó sólo 6 partidos en la Asociación Argentina y se retiró del torneo 1921, para reintegrarse a partir de 1922, y en 1925 cambiar su nombre por Universal. Esta dualidad duró hasta que este equipo, en segunda división desde 1927, redenominado Retiro en 1928, abandonó el torneo de 1931, y se disolvió. Este Platense II actuó como local en el predio de Blandengues y Republiquetas y en su mejor actuación ocupó el decimotercer lugar sobre veintidós participantes en 1924.
Mientras tanto, el Platense oficial jugó todos los torneos de la Asociación Amateurs, y continuó en Primera División tras la reunificación de 1927. Consiguió su mejor actuación a base de una defensa y arquero casi imbatibles, obteniendo el cuarto puesto, a sólo tres puntos del campeón San Lorenzo, en el Campeonato de Primera División 1924.

### El paso al profesionalismo
En el año 1929 Platense sufrió la clausura de su cancha, a raíz de serios incidentes en el partido con San Fernando, y sus dirigentes decidieron retirar el equipo faltando seis fechas para finalizar el torneo, en forma de protesta. Campeón: Gimnasia y Esgrima La Plata.
El de 1930 fue el último torneo del equipo en la liga amateur, la cual se extendería, escindida, hasta 1934, y Platense lo inició de manera muy buena, aunque luego terminaría duodécimo a 21 puntos de Boca Juniors, que fue el campeón.
El 10 de mayo de 1931, Platense disputó su último partido en el ámbito amateur, cayendo por 2 a 1 ante Vélez. El partido había correspondido a la primera fecha del campeonato, que se disputó parcialmente. La segunda fecha, que debía iniciar el día 17, no llegó a disputarse. En medio de internas en la Asociación y una huelga de los jugadores, el 18 de mayo, Platense y otros 17 clubes, presentaron su desafiliación.

## Era profesional

### Primeros años

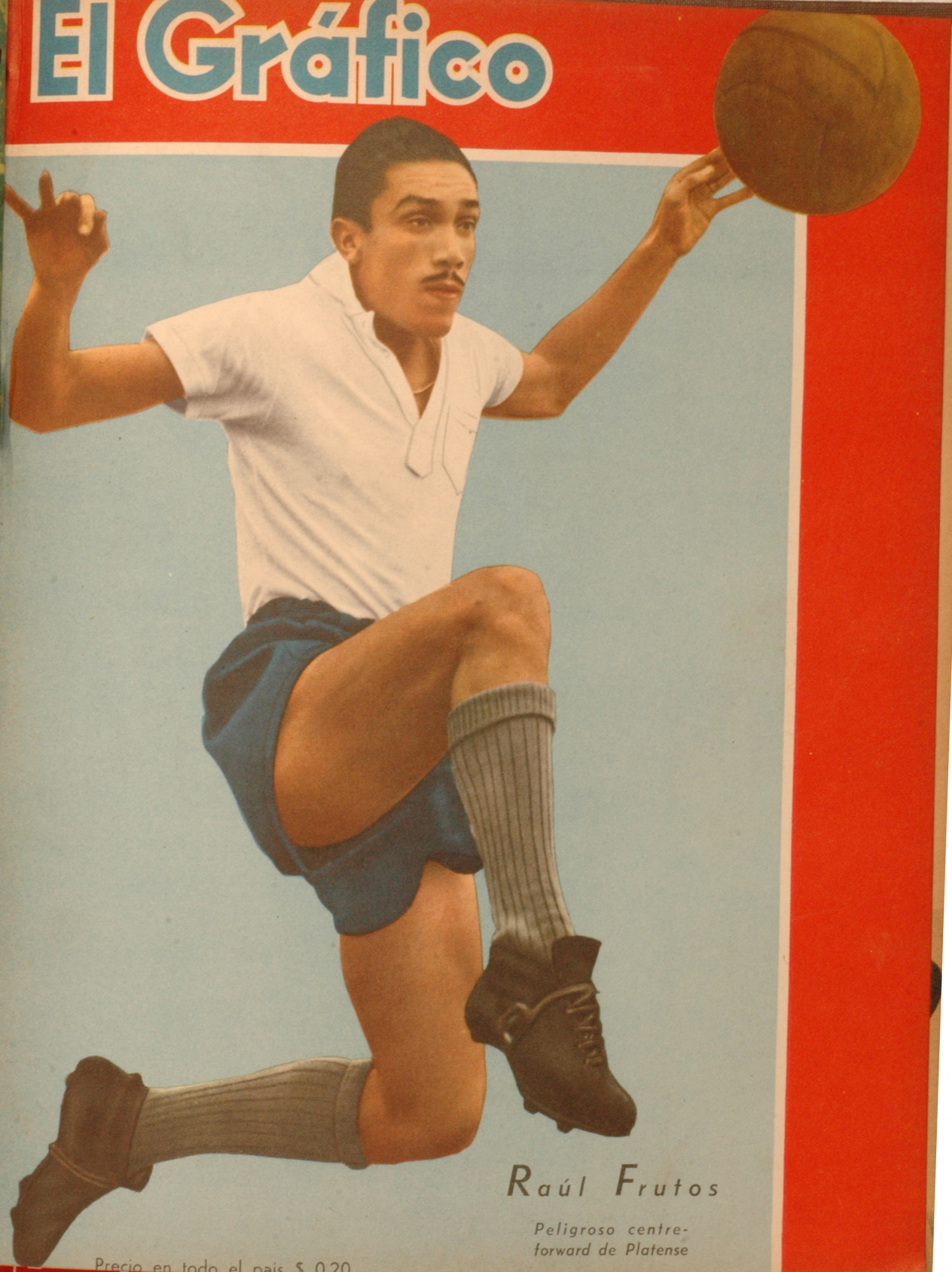
Raúl Frutos en 1943.

El 18 de mayo de 1931, Platense y otros 17 clubes dan por constituida la Liga Argentina de Football, dando inicio a la era profesional. En el primer año del profesionalismo, Platense consiguió un meritorio decimotercer puesto. El campeón sería nuevamente Boca Juniors.
En el año 1935 Platense participa del primer partido nocturno oficial jugado en cancha de Vélez Sarsfield.
El año 1936 fue un año con innovaciones, se jugaron dos torneos paralelos, la Copa de Honor y la Copa Campeonato, y una final entre los dos campeones de estos torneos.
En el año 1937 el campeón fue River Plate, Platense terminó undécimo sobre dieciocho clubes, allí se instalaron los descensos por puntajes.
En el año 1943 Platense disfrutó de tener en sus filas al goleador del Torneo (junto con Ángel Labruna), Raúl Frutos, y de la valla menos vencida en la primera rueda, el arquero Miguel Ángel López.

### Adquisición en Vicente López
Un paso importante de su historia lo dio en el año 1947. Bajo la intervención del diputado Seeber se firma el boleto de compra de las tierras de la calle Juan Zufriategui (colectora norte de la Avenida General Paz) al 2021, en Florida, en el Partido de Vicente López, en la Zona Norte del Área Metropolitana de Buenos Aires (la escritura se firma el 27 de octubre de 1948); son 33.0002, 73 metros cuadrados donde Platense tendría, a partir de 1979, su estadio propio.

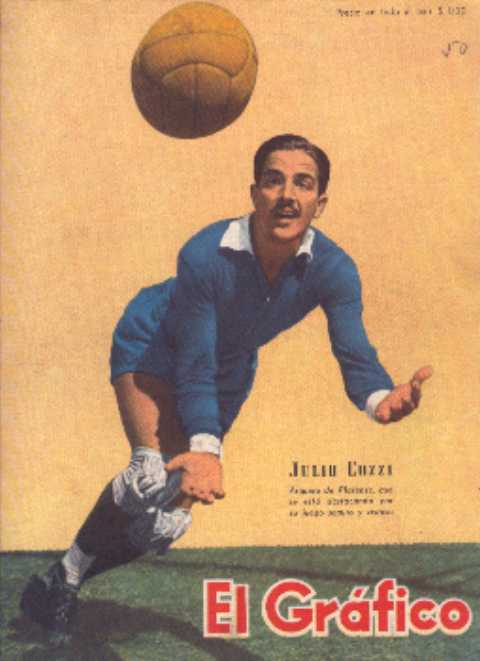
Julio Cozzi, arquero surgido de Platense, jugaba en el Club cuando fue titular del equipo argentino campeón de la Copa América de 1947.

En el plano futbolístico, surgió el recordado Santiago Vernazza, gracias a una gran tarea en inferiores del Sr. Jesús María Ruibal. Luego, debido a una huelga de profesionales del fútbol, se debe cambiar a jugadores como Vicente Sayago (máximo goleador del club), Julio Cozzi (arquero inolvidable), Vernazza, etc. por jugadores juveniles.

### Nuevo subcampeonato
En el año 1949 al finalizar la primera rueda, River Plate era el puntero con 26 puntos, lo seguía Racing Club con 25, y Platense con 24. Al finalizar el torneo Platense comparte el segundo lugar con River, posición que perdería en partidos desempates. El campeón fue Racing Club con 49 puntos y lo siguieron Platense y River con 43.
El verano de 1951 fue muy importante para "Tense", realizó una verdadera hazaña. Antes de comenzar el campeonato de Primera de dicho año, Platense se encontraba de gira por Europa, en donde era invierno, más precisamente en Italia y Suiza. Había perdido todos los partidos jugados hasta que le tocó enfrentar al AC Milan, uno de los más grandes equipos del mundo y que ha sido considerado también uno de los más grandes del fútbol italiano (si no es el más grande), además de ser el vigente campeón en ese momento. Jugaron titulares contra titulares. El marcador del partido que se jugó en el mismísimo Estadio Giuseppe Meazza acabó 3-2 en favor de los de Buenos Aires. Los goles calamares fueron anotados por Federico Geronis en dos ocasiones, y por el cordobés Cuello, mientras que ambos goles del local fueron anotados por el sueco Nordalh, los italianos contaban con tres jugadores de Suecia en sus filas por entonces. Así es como Platense conquistó una de las mayores hazañas de su historia, nada menos que ganarle al AC Milan en sus tierras.

### El primer descenso
El 11 de diciembre de 1955, Platense fue condenado por primera vez en su historia al descenso, tras caer por 2 a 0 ante Independiente. El fatídico desenlace se dio en el marco de una floja campaña del calamar, que llegó a la última fecha en zona de descenso a dos puntos de Rosario Central, necesitando ganar y esperar una derrota de los rosarinos, que finalmente perdieron, para ir a un partido desempate. Con el descenso, el club puso fin a 43 años ininterrumpidos militando en la máxima categoría.
El 15 de abril de 1956, hizo su debut en Primera B, igualando por 3 a 3 en Junín con Sarmiento. El equipo no tuvo el mejor de los resultados en su intervención en el ascenso, alcanzando apenas el séptimo lugar, debiendo postergar su regreso a Primera por unos años más.

### El regreso a Primera
En el torneo de 1957, Platense con buenos resultados, se mantuvo en la pelea por el título y el ascenso hasta la última fecha. Llegó a la última fecha con 44 puntos, distanciado por 2 puntos de Central Córdoba, en la necesidad de ganar y esperar una derrota de los rosarinos. Finalmente, el 30 de noviembre, visitó a Excursionistas, que se encontraba último y condenado al descenso; contrario a los pronósticos, el calamar no pudo ante su rival e igualó por 2 a 2, quedando privado del ascenso.
En 1958 se resuelven trasladar las instalaciones deportivas a Florida.
El torneo de 1964 tuvo una variación en su formato debido al aumento de participantes, por lo que se jugó en dos zonas. Participando en la Zona Norte, logró quedar con lo justo entre los 6 mejores de su zona y avanzó al Dodecagonal. Los buenos resultados le permitieron pelear por el ascenso hasta las últimas fechas, ya que el título y priemr ascenso terminó en manos de Lanús en la penúltima fecha. El triunfo ante Temperley en la última fecha le permitió igualar en puntos en el segundo lugar con Almagro, Nueva Chicago, Español y All Boys, debiendo disputarse un pentagonal de desempate. Contra este último fue el partido final: el 7 de diciembre se enfrentó con All Boys en El Gasómetro, en la necesidad de ganar para quedarse con el ascenso. All Boys era el favorito, ya que con el empate ascendía porque había ganado todos los partidos anteriores. Platense le había ganado a Chicago y Almagro pero había empatado con el Deportivo Español. Sin embargo, el Calamar dio el golpe y se impuso por 2 a 1. 
Regresó a Primera, se remodeló la sede de Núñez, y hubo otros avances en la sede de Florida como tenis, béisbol, vestuarios para socios, departamento médico, canchas auxiliares, etc.
En el año 1967, se divide el torneo en dos zonas. Platense integró la "B", y con el regreso de Ángel Labruna como DT, más la incorporación de jugadores como Muggione, Bulla y Subiat, comienza un certamen inolvidable, que incluye un triunfo en el Monumental ante River Plate por 3-2. Platense finalíza primero en su zona, aventajando por un punto a Independiente, y llega la semifinal contra Estudiantes en la cancha de Boca Juniors. Ganaba el conjunto calamar 3 a 1 con baile, pero una de las habituales triquiñuelas de Carlos Bilardo posibilitaron el 4 a 3 final para los pincharratas. El campeón finalmente fue Estudiantes, primer club chico en lograrlo.

### Pérdida del estadio y nuevo descenso
La década de 1970 inició con problemas en lo económico para el club. A pesar de la buena performance en el campeonato Metropolitano de 1970, la institución acumulaba deudas con el plantel y el estadio no presentaba óptimas condiciones y el alquiler estaba endeudado. La situación llevó a terminar el campeonato Nacional compitiendo con juveniles debido a una huelga.
Arrancó 1971 con la pérdida de la formación delantera de su equipo, y la llegada de pocos refuerzos condicionaban el rendimiento en el Metropolitano, y con la clausura de su estadio. Tras igualar en la primera fecha ante River Plate en El Monumental, un resultado dentro de todo positivo, sufrió una de sus peores derrotas ante Independiente: el 11 de marzo, presentando a la reserva y ejerciendo de local en Chacarita, el equipo fue derrotado por 11 a 1, con el único gol anotado por los locales fue de Scarpeccio; el resultado significó también la mayor goleada de los diablos rojos en el profesionalismo, que además se adjudicaron aquel torneo. A pesar el paupérrimo inicio, el equipo logró algunos buenos resultados como el triunfo por 5 a 1 ante Argentinos Juniors y el 5 a 0 ante Estudiantes de La Plata. En la segunda parte del torneo, tuvo escasos resultados, destacándose únicamente el triunfo por 2 a 0 ante Boca Juniors. El 22 de septiembre, visitó la capital provincial en la necesidad de ganarle a Estudiantes de La Plata, pero terminó cayendo por 1 a 0, siendo condenado nuevamente al descenso a falta de dos fechas. El 26 de septiembre, se despidió de su histórico estadio venciendo por 2 a 0 a Newell's Old Boys por la penúltima fecha, despidiéndose nuevamente de Primera División, igualando por 1 a 1 con Chacarita Juniors.
En medio del descenso, la deuda con los dueños de los terrenos de Pedraza y Crámer llevó al desalojo. Los terrenos quedarían en manos del gobierno nacional, por entonces ejercido por la dictadura militar con Alejandro Lanusse a la cabeza, bajo la excusa de construcción de viviendas que al final no se llevaron a cabo, aunque sí se construyó una escuela en el lugar y un recinto polideportivo.
El 26 de febrero de 1972, en el marco de su regreso a la Primera B, inició el campeonato triunfando por 3 a 2 ante Tigre.
En 1974 Platense inaugura el gimnasio cubierto en la sede de Florida, y con la plata que recauda de la venta de la sede de Núñez, inició las obras del estadio.

### Segundo regreso a Primera
En el campeonato de 1975, el equipo logró clasificarse con lo justo al Torneo Hexagonal por el segundo ascenso, donde quedó fuera de la pelea rápidamente.
En el primer torneo del campeonato de 1976, logró igualar en el primer puesto junto con Tigre, avanzando al hexagonal los seis mejores del mismo. Allí, compitió por el ascenso hasta la última fecha: el 13 de julio, el calamar se enfrentó a Villa Dálmine con la obligación de ganar y esperar una derrota de Lanús, que iba puntero; finalmente, con el gol de Pilla a los 57 minutos, Platense ganó por 1 a 0 y, ante la derrota de Lanús, se consagró campeón, haciéndose con el ascenso a Primera y ganando el derecho extraordinario de disputar el Nacional de aquel año.
El 12 de septiembre marcó su regreso a la máxima categoría venciendo por 4 a 1 a Patria, iniciando una racha de cuatro triunfos seguidos que prometían llevar al equipo a los cuartos de final. Sin embargo, fue continuado con malos resultados lo dejaron lejos de los puestos de clasificación.

### Elfantasma del descenso

#### El desempate con Lanús
El campeonato de 1977 se caracterizó por ser el más extenso en la historia de la división, al disputarse durante 46 fechas. Durante ese lapso, el equipo mantenía un desempeño regular al margen de los tres puestos de descenso, pero una mala racha en las diez últimas fechas condicionaron su permanencia. El 13 de noviembre, Racing y Platense se enfrentaron por la última fecha en un partido que fue trascendental para ambos equipos; finalmente, Racing venció por 1 a 0 y logró evitar lo que pudo haber sido su primer descenso, dejando al calamar al vilo del descenso, igualado en puntos con Lanús. El 16 de noviembre, se enfrentaron al granate en El Gasómetro donde, tras igualar por 0 a 0 y la ejecución de una extensa ejecución de 22 tiros desde el punto penal, el calamar resultó vencedor tras la atajada de Miguelucci y la anotación de Juárez, que había pateado el primer penal y el que debía patearlo era el mismo Miguelucci. Aquella irregularidad, que había permitido una histórica salvación del calamar, dio inicio a una causa judicial del granate contra la AFA.

#### Nueva salvación
En el campeonato de 1978, volvió a correr riesgo de descenso, logrando una agónica salvación en las últimas fechas: por la penúltima fecha, el calamar logró un agónico triunfo por 2 a 1 ante Banfield, con los goles Mastromauro y Pérez y las atajadas de Roberto Del Petre en los penales sancionados para el taladro; y el 29 de octubre, aseguró la permanencia al vencer de visita por 1 a 0 a Chacarita con el gol de Gerardo Ríos, obteniendo el punto de diferencia ante Banfield, que había culminado su participación, y Estudiantes, que había ganado también, condenándolos al descenso.

#### Nuevo estadio y elcuadrangular de la muerte
Debido al abultado programa de partidos en las temporadas anteriores, el campeonato de 1979 fue modificado en su formato, siendo dividido en dos zonas de diez equipos cada uno, donde los dos últimos de cada zona jugaron un torneo reducido, donde se determinaron tres descensos. De esta manera, y pese a la incorporación de doce jugadores, Platense finalizó último en su zona con solo dos triunfos ante Unión, siendo relegado al torneo por la permanencia.
El 22 de julio de 1979, Platense inaugura su primera cancha propia, en Florida, obra del arquitecto Haedo, igualando por 0 a 0 con Gimnasia y Esgrima La Plata. El débil inicio parecía sentenciar por anticipado su descenso ante la dificultad que presentaba el minitorneo, pero en los siguientes partidos obtuvo excelentes resultados veciendo a Atlanta, Chacarita y a Gimnasia, condenando a los dos primeros anticipadamente al descenso, que llevaban 27 y 23 años respectivos sin descender. El 26 de agosto se disputó la última fecha, donde venció a Chacarita por 2 a 1, logrando la salvación y condenando al lobo a volver al ascenso tras 28 años. Los acontecimientos previos y la hazaña ocurrida lo llevaron a ser llamado el fantasma del descenso.

### Década de 1980
Para el Metropolitano de 1980 incorpora jugadores de larga trayectoria, como Carlos Biasutto, "Baby" Cortes, el paraguayo Heriberto Correa, Miguel Ángel Juárez y Enrique Eduardo Oviedo. Platense pelea las primeras posiciones hasta la fecha veinticuatro, cuando pierde con River Plate, que luego sería el campeón, Platense quedará en tercer lugar.
El 1981 fue un año nuevamente sufrido. La caída del equipo fue vertical, y es allí donde se aprecia la importancia de tener cancha propia. En condición de local, hacia el final del torneo, se logran triunfos ante San Lorenzo, Vélez, y Estudiantes. El alivió llegó recién ganando en Santa Fe a Colón 1-0, en la penúltima fecha. el campeón fue Boca, y Platense duodécimo entre dieciocho equipos, aunque con sólo tres de ventaja sobre San Lorenzo, que descendió junto a Colón.
En 1982 Platense inaugura luz artificial, para partidos nocturnos. El primero disputado con la nueva iluminación fue contra Quilmes, el 29 de noviembre, con triunfo por 3 a 1. En el Metropolitano se cambian los sistemas para determinar los descensos; ya no descenderían los dos últimos de la tabla, sino que se utilizaría un sistema por promedios; este surgiría de la división de los puntos obtenidos en el año en curso y los dos anteriores, por la cantidad de partidos disputados. Este sistema no favoreció a Platense, ya que en los años 1981 y 1982, las campañas fueron pobres. Así y todo Platense terminaría en décima posición, aunque recién en la penúltima fecha se dejó de lado el sufrimiento. Campeón: Independiente. Descendieron Racing y Chicago. Algo extra calamar es para destacar: Argentina es semifinalista del Mundial Juvenil, al ganarle a Holanda 2-1, con goles de nuestros Borelli y Gaona.
Como ya se torna costumbre, en el año 1984 se lucha por la permanencia. En el Nacional, Platense no se clasifica, nuevamente por diferencia de gol; finaliza segundo en su zona. El ganador de este torneo fue Ferro. El Metropolitano, hubo que enfrentarlo con la voluntad de los chicos de inferiores, como Pavón, Leani, Viscovich, López Turitich o Romero. Gaona aportaba algunos chispazos, y se hacían notar Felipe Bellini, y Alfaro Moreno en sus primeras apariciones.
En 1987 se produjo una verdadera invasión de jugadores de otras latitudes, y con ello otro fracaso. Nunca el descenso estuvo tan cerca, desde 1977 hasta esta fecha. Faltando veinte minutos del partido ante River y ante un 2-0 en contra Platense estaba descendiendo, ya que además, Temperley (rival directo en la lucha por el descenso) empataba con Central. Pero llegaron tres goles de Gambier para forzar el partido desempate ante los del sur. Este encuentro se disputó en cancha de Huracán, y los hinchas calamares, acostumbrados a estos partidos decisivos, concurrieron al partido con aires festivos. Gracias al aporte de los chicos del club (Fortunato, Avalos, De Santo), además de Bellini y Alfaro Moreno, y con los goles de Gambier y Nannini se ganó 2-0 y otra vez ilesos.

### Década de 1990
El torneo de 1989/90 resultó un campeonato en donde se afirman Espina (tres goles a Vélez, y los del triunfo ante Estudiantes e Independiente) y Scotto. Aparecerían Sponton, Baena y Cascini, en tanto continuaba en plenitud la eficiencia del arquero Serrano y el defensor Orellano. El campeón fue River, y Platense décimo junto a otros cinco equipos. Descienden dos equipos cordobeses: Racing e Instituto. El club sigue creciendo: se firma el 3 de septiembre un convenio para la construcción, debajo de la tribuna visitante, de un establecimiento escolar de educación media.
En la temporada 1993/94 luego de ganarle a Huracán por 5-0 en el apertura, formó un equipo importante que, con un maravilloso Marcelo Espina, y la velocidad y definición de Sponton y Bustos, pasó a protagonizar un Clausura '94 inolvidable. Llegó a estar primero sin compañía en dos fechas de ese campeonato (la sexta y la novena) y en varias otras, compartiendo la punta con otros equipos. Fueron jornadas de verdadera fiesta que revivieron por primera vez en Vicente López aquellos años del '48 al '50 o del '67.

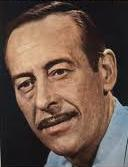
Roberto Polaco Goyeneche, tanguero argentino e hincha calamar. La Popular Local del Club fue nombrada en su honor.

El año 1994 será un año triste para todos los calamares muere uno de los más trascendentes hinchas calamares, "El Polaco" Roberto Goyeneche.
De esta institución han surgido grandes jugadores entre los que se destaca el francés (de padres argentinos) David Trezeguet, que posteriormente fue campeón de la Copa del Mundo del año 1998 y subcampeón del mundo en Alemania 2006 tras marrar su tiro en la definición por penales frente al campeón, Italia. El "Chacho" Coudet, Alfredo Cascini, campeón de la Copa Intercontinental, con Boca Juniors tras convertir el penal definitivo ante el AC Milan, Gregorio Esperón, Marcelo Espina, Claudio Spontón, Daniel Cravero, Carlos Alejandro Alfaro Moreno, Mariano Dalla Libera, Pablo Erbin, Fernando Di Carlo, Esteban Fuertes, Santiago Vernazza, entre otros han tenido un exitoso paso por la institución calamar.

### De Primera a la B Metropolitana

#### El tercer descenso
El 13 de junio de 1999, por la penúltima fecha del Torneo Clausura, Platense cayó de local por 3 a 0 ante River, quedando condenado al descenso por tercera vez en su historia, a 23 años de su último regreso. El magro desenlace se dio en el marco de un mal campeonato, donde había finalizado último en el Torneo Apertura y se ubicaba en los últimos puestos del Clausura, sumado a flojas campañas en las temporadas anteriores, que lo ubicaron en los últimos lugares en la tabla de promedios.
El 14 de agosto hizo su debut en la Primera B Nacional, igualando por 1 a 1 con All Boys por la Zona Metropolitana, donde finalizó en mitad de tabla manteniendo la categoría.

#### Descenso a la B Metropolitana
A partir de la temporada 2000-01, la AFA resolvió aumentar la cantidad de descensos con el fin de reducir a 20 participantes la división. Por su parte, Platense mostró un mejor desempeño y logró clasificarse al Torneo Reducido, donde quedó eliminado ante San Martín de Mendoza por ventaja deportiva.
Establecidos siete descensos para 2002, Platense por primera vez se vio comprometido con la permanencia, ajustado por la floja campaña en 1999-00 y el Apertura 2001, donde terminó vigésimo primero. En el Clausura, el equipo tuvo un repunte y se metió en la disputa por un lugar en el Torneo Reducido, mientras buscaba evitar el descenso. Así, llegó a la última fecha el 20 de abril de 2002, donde recibió a Racing de Córdoba, en la necesidad de ganar y esperar que no gane El Porvenir, y así clasificarse al Reducido: tras arrancar ganando los cordobeses, el calamar parecía lograr la salvación con los goles de Graieb y Velázquez, pero a 10 minutos del final Racing puso el 2 a 2 definitivo. Con el empate de El Porvenir, tanto Platense como Racing quedaron condenados al descenso, mientras que Gimnasia alcanzó a Platense en el liderato de la zona, quedándose con el pase al Reducido por la condición del calamar. De este modo, Platense descendió por primera vez en su historia a la tercera categoría, desde su única intervención en 1911.
El 12 de agosto de 2002, hizo su debut en la división igualando por 1 a 1 con Estudiantes en Caseros por el Torneo Apertura. En aquel torneo, hizo una buena campaña, llegando a la última fecha con chances de ser campeón, donde igualó sin goles con Ferro, que se quedó con el torneo. Con los puntos obtenidos en el Clausura, se clasificó al Torneo Reducido, donde quedó eliminado ante Estudiantes, tras caer de local por 2 a 0.

### Retorno a la B Nacional
En el campeonato de 2004-05 realizó una gran campaña, ganando más de la mitad de los partidos y alcanzando el segundo lugar tanto en el Apertura como en el Clausura, quedando en ambos torneos a la postre de Tigre, que se adjudicó el campeonato. Como subcampeón, accedió al Torneo Reducido, donde resultó ganador tras vencer a Deportivo Morón en semifinales y a Tristán Suárez en la final, clasificando a la Promoción. El 2 y 9 de julio se enfrentó a Chacarita, igualando en ambos partidos por 1 a 1, quedándose  sin el ascenso por la ventaja deportiva.
El 17 de mayo de 2006, Platense se consagró campeón de la Primera B 2005-06, tras igualar por 2 a 2 con Deportivo Laferrere. Con Daniel Vega como goleador y 59 puntos cosechados en 34 fechas, el equipo retornó a la Primera B Nacional tras 4 años.
Ese mismo año (2006), de vuelta en la B Nacional, logra un segundo puesto en ese Apertura detrás de Olimpo (que ganó el torneo y fue el campeón de la temporada, ascendiendo a primera división), y un décimo en el clausura 2007. Después de ese espectacular torneo en el que pierde la final del reducido frente al Club Atlético Tigre y por poco no logra llegar a jugar la promoción para ascender a la primera división.

### Nuevo descenso
No logra hacer otra buena campaña, y, al final de la temporada 2009/10, desciende a la Primera B Metropolitana nuevamente.
Estando en esa división, finaliza sexto en la temporada 2011-12, y clasifica al torneo reducido. Podría haber incluso terminado más arriba en la tabla de posiciones, pero el los últimos partidos de ambos semestres desperdició muchos puntos que podría haber obtenido. En los cuartos de final enfrenta a Brown. Los de Adrogué eran locales y tenían ventaja deportiva en caso de empate. Pero el Calamar ya se puso 2 a 0 arriba a los 6 minutos del primer tiempo con un gol de Alfredo Ábalos y otro de Jonathan Zacaría de tiro libre. El tercer gol llegó algo antes de los 30 del primer tiempo también de la mano de Zacaría, tras aprovechar un grosero error de la defensa y del arquero de Brown, que descontaría sobre el final del segundo tiempo. Así, Platense se clasificó para las semifinales ante Nueva Chicago que también tenía ventaja deportiva. El partido de ida se jugó en Florida y terminó igualado en 0. Debería sí o sí ganar en Mataderos para jugar la final ante el Club Atlético Acassuso. Platense tuvo una gran actuación de visitante, dominó en todo el partido, y jugó mejor que en el partido de ida. Sin embargo, cayó derrotado. El verdinegro ganó 3 a 0, con los tres goles de contragolpe, uno a los 3 minutos de juego, y los otros dos ya en el tiempo adicionado del segundo tiempo.

### Nuevo regreso a la B Nacional
Finalmente en el año 2018 Platense se consagra campeón al derrotar a Estudiantes 1 a 0 en el Alarge en un partido de desempate por el campeonato jugado en Lanús, el club vuelve a la B nacional.

### El regreso a Primera División
En la temporada 2019-20, el equipo se encontraba cerca de los puestos de Torneo Reducido cuando, a falta de 9 fechas de culminar la etapa regular, el torneo fue suspendido por las restricciones sanitarias a causa de la pandemia de covid-19.
A finales de 2020, dio inicio el torneo transición, donde igualó en el primer lugar con Estudiantes de Río Cuarto en su zona de la fase por el título y el ascenso, pero quedó afuera de la final por diferencia de gol.
Su posición en la fase anterior le permitió acceder directamente a los cuartos de final del Torneo Reducido, donde derrotó a Deportivo Riestra en los penales, mientras que en semifinales venció por 2 a 0 a Atlético de Rafaela.
El 31 de enero de 2021, después de una estadía de 22 años en las divisiones inferiores del fútbol argentino, Platense logró el ascenso a la máxima categoría, tras ganar la final del Torneo Reducido, en la tanda de penales contra Estudiantes de Río Cuarto, luego de igualar por 1 a 1.
Su regreso a la máxima categoría se vio postergado debido a que por sorteo le tocó enfrentar a Sarmiento en la primera fecha, y se decidió darles un periodo de descanso como recién ascendidos. Finalmente hizo su debut el 21 de febrero, con triunfo por 1 a 0 ante Argentinos Juniors por la Copa de la Liga, donde finalizó undécimo.

### Subcampeón en 2023
Luego de un moderado rendimiento en el Torneo 2023, en la Copa de la Liga logró avanzar por primera vez a la fase final tras vencer a Sarmiento en la última fecha. Por los cuantos de final y semifinales, logró vencer a Huracán y Godoy Cruz en los penales, tras igualar en ambos partidos por 1 a 1. El 16 de diciembre se enfrentó a Rosario Central por la final, cayendo por 1 a 0, quedando nuevamente privado de hacer realidad el sueño de ser campeón de Primera División.

### El primer título de Primera División en 2025
El 1 de junio de 2025, de la mano de Favio Orsi y comandados por su gran capitán Ignacio Vázquez, el Marrón ganó la final del Torneo Apertura 2025 venciendo a Huracán por un marcador 1 a 0 en el Estadio Único Madre de Ciudades de Santiago del Estero. El gol del campeonato lo hizo Guido Mainero. De esta manera la institución logró conseguir el primer título en la historia para el club.
El camino al campeonato: luego de terminar sexto en el grupo B de la Liga Profesional, con 23 puntos en 16 partidos, seis victorias, cinco empates y cinco derrotas, Platense obtiene la una plaza para jugar la llave por el campeonato. En octavos de final, partido jugado el 10 de mayo, le gana a Racing Club 1 a 0 en el Cilindro de Avellaneda con gol de Nicolás Orsini. En cuartos, tras un final polémico, el 20 de mayo le gana a River Plate en El Monumental por penales por 4 a 2, luego de que River le empate con un penal en el último minuto del tiempo de descuento (minuto 99) y así terminar el partido 1 a 1. El gol de Platense había sido de Vicente Taborda. Así, pasa a las semis, donde el 25 de mayo le gana a San Lorenzo en el Nuevo Gasómetro por 1 a 0, con gol de Franco Zapiola. De esta forma, pasa a la final del torneo, jugada en cancha neutral (los tres anteriores siempre fue visitante), en el Estadio Único Madre de Ciudades de Santiago del Estero, contra Huracán, el 1 de junio de 2025. Allí, el Calamar se consagra campeón con gol de Guido Mainero a los 18 minutos del segundo tiempo.

## Trayectoria
El Club Atlético Platense comenzó a jugar en 1910 la Copa Bullrich y al mismo tiempo el Campeonato de Ascenso de segunda división, llegó a la Primera División del fútbol oficial en 1913.
En 1916 cumplió la mejor campaña de su historial al finalizar segundo detrás de Racing Club. En 1931 fue uno de los clubes que inició la era del fútbol profesional en Buenos Aires y militó ininterrumpidamente en Primera División hasta 1955. En ese lapso llegó a igualar la segunda posición con River Plate en 1949, perdiendo el subcampeonato tras dos partidos de desempate.
Luego de varias temporadas en Primera B, retornó a la división mayor en 1965. En 1967 llegó a las semifinales del Torneo Metropolitano, cayendo ante Estudiantes de La Plata, luego de ir en ventaja por 3:1. Volvió a descender en 1971 y retornó en 1976. Con el paso de los años se fue afianzando en primera logrando victorias históricas como la goleada a Boca Juniors en su estadio por 4:0, o a River Plate en el Monumental por 4:1. Malos resultados en la temporada 1998/1999 lo condenaron al descenso.
Tras jugar la primera temporada en la Primera B Nacional, en donde los resultados no fueron buenos, en su segunda temporada alcanzó los cuartos de final del reducido. En un confuso episodio el presidente del club Juan Carlos Majluf retiró al equipo en el partido de vuelta en Mendoza frente a San Martín de esa ciudad, perdiendo la posibilidad de asecender. En la temporada 2001/2002 se determinó que 7 equipos descenderían de categoría. Platense tuvo una paupérrima actuación en la primera parte de ese torneo (que ganó Olimpo y logró el ascenso) pero un excelente actuación en la segunda parte en la cual terminó primero de su grupo junto a Gimnasia de Concepción del Uruguay, sin embargo el mal promedio hizo que los calamares cayeran a la tercera categoría.
En la primera temporada en la Primera B Metropolitana, Platense luchó mano a mano el título con Ferro Carril Oeste que terminó llevándose el único ascenso de ese año.
Luego de una deslucida segunda temporada, en la tercera luchó codo a codo con Tigre, quien finalmente lo vence en los partidos decisivos (0:2 en Florida, 1:0 en Victoria), terminando Platense segundo. Clasificado para Jugar la Promoción debe enfrentar a otro clásico rival, Chacarita, empatando ambos partidos 1:1 pero perdiendo la serie porque el conjunto de San Martín tenía ventaja deportiva por estar en la B Nacional.
Finalmente en la temporada 2005/2006 Platense logra el ansiado ascenso a la B Nacional, consagrándose campeón y teniendo al goleador del Campeonato (Daniel Vega con 22 tantos).
Tras el ascenso a la B Nacional Platense hizo una buena campaña, pero quedó segundo detrás del Campeón, Olimpo de Bahía Blanca, debiendo conformarse con jugar el torneo reducido. En la semifinal enfrenta a Atlético Rafaela, ganando 1:0 de local y clasificando para la final tras una histórica remontada en Rafaela, donde empató el partido faltando 5 minutos, tras ir perdiendo por 2:0.
En la instancia final para determinar quien jugaría la promoción debió jugar una vez más contra Tigre, y Platense quedó afuera tras empatar 0:0 en el Ciudad de Vicente López y caer derrotado por 2:0 como visitante. Finalmente sería el equipo de Victoria el que ascendería a Primera División.
Los últimos años nos muestran una marcada declinación en lo futbolístico, lo que se suma a serios problemas institucionales y económicos. Esto lo lleva una vez más a descender a la "B" Metropolitana al finalizar la temporada 2009/2010.
Según la tabla histórica del Profesionalismo del Fútbol Argentino (desde 1931 a 2006) Platense se ubica en la posición N.º 14,, aunque, si en esta clasificación se tienen en cuenta los últimos años, Platense estaría ubicado en el puesto 15º, Lanús lo pasó cuando la clasificación ya había sido publicada.

### Ascensos y descensos en su trayectoria
- Fue fundado el 25 de mayo de 1905.

AMATEURISMO:
- En 1910 se afilió a la federación de fútbol oficial de la Argentina de esos años, comenzando a jugar en segunda división.
- 1910 a 1912: Segunda División.
- 1913 a 1930: Primera División.

PROFESIONALISMO:
- En 1931 comenzó a jugar en primera división profesional, ya que el fútbol se volvió profesional en Argentina para equipos directamente afiliados.
- 1931 a 1955: Primera División "A".
- 1956 a 1964: Primera "B".
- 1965 a 1971: Primera División "A".
- 1972 a 1976: Primera "B".
- 1976 a 1999: Primera División "A".
- 1999 a 2002: Primera "B" Nacional.
- 2002 a 2006: Primera "B" Metropolitana.
- 2006 a 2010: Primera "B" Nacional.
- 2010 a 2018: Primera "B" Metropolitana.
- 2018 a 2021: Primera "B" Nacional.
- 2021 al presente: Primera División "A".